# Aéroport de Bourke
L’aéroport de Bourke (code IATA : BRK • code OACI : YBKE) est situé à Bourke en Australie.